# 苏角
苏角（？—前207年），秦朝末年秦军武将，姓苏名角。
前208年，涉间、苏角跟随王离、章邯参与巨鹿之围，围攻赵国。楚军宋义、项羽援救赵国。项羽杀死宋义，破釜沉舟，与秦军决战。项羽围王离，与秦军九战，断绝甬道，大破秦军。王离求援消息未能及时送与章邯，王离、苏角、涉间率军突围，突围失败，苏角被杀。王离被俘。涉间不肯降楚，自焚而死。

## 生平
- 《史记·项羽本纪》